# Santa Rosa Guachipilín
Santa Rosa Guachipilín è un comune del dipartimento di Santa Ana, in El Salvador.

## Storia
Santa Rosa Guachipilín fu fondata alla fine del XIX secolo. Dal 2006 è sindaco Reyes Albino Umaña Calderón del partito PCN.